# Archäologisches Museum Salamis

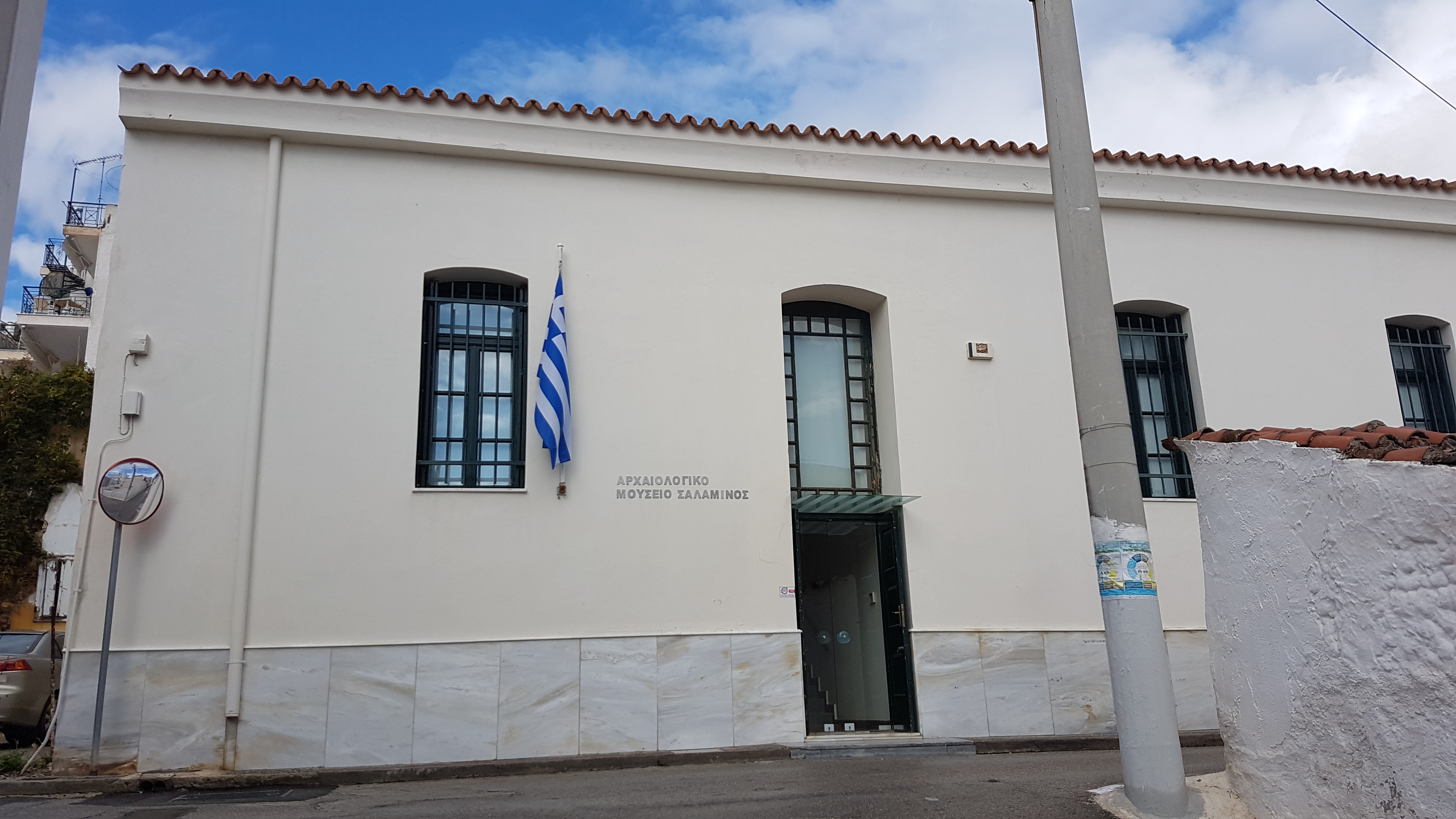

Das Archäologische Museum Salamis (griechisch Αρχαιολογικό Μουσείο Σαλαμίνας Archeologikó Musío Salamínas) befindet sich in der Odós Polychróni Lembési in Salamis auf der gleichnamigen Insel Salamis. Es enthält Funde vom Neolithikum bis in die fränkische Zeit.

## Geschichte des Museumgebäudes
1826 wurde der Grundstein für das Gebäude gelegt, das als Schule dienen sollte. Zwischen 1829 und 1831 wurde es fertiggestellt und diente nun als Schulgebäude für die erste Grundschule auf Salamis, bis es schließlich am 24. Februar 1981 durch ein Erdbeben der Stärke 6,6 beschädigt wurde. Man plante, das Archäologische Museum hier unterzubringen, und 1996 erhielt die Gemeinde Salamis durch das Kulturministerium die Erlaubnis, das Gebäude hierzu zu verwenden. In den folgenden Jahren wurden die Schäden behoben und das Gebäude für den vorgesehenen Zweck ausgestattet. 2005 wurde es fertiggestellt und seit Juni 2010 ist es für die Öffentlichkeit geöffnet.

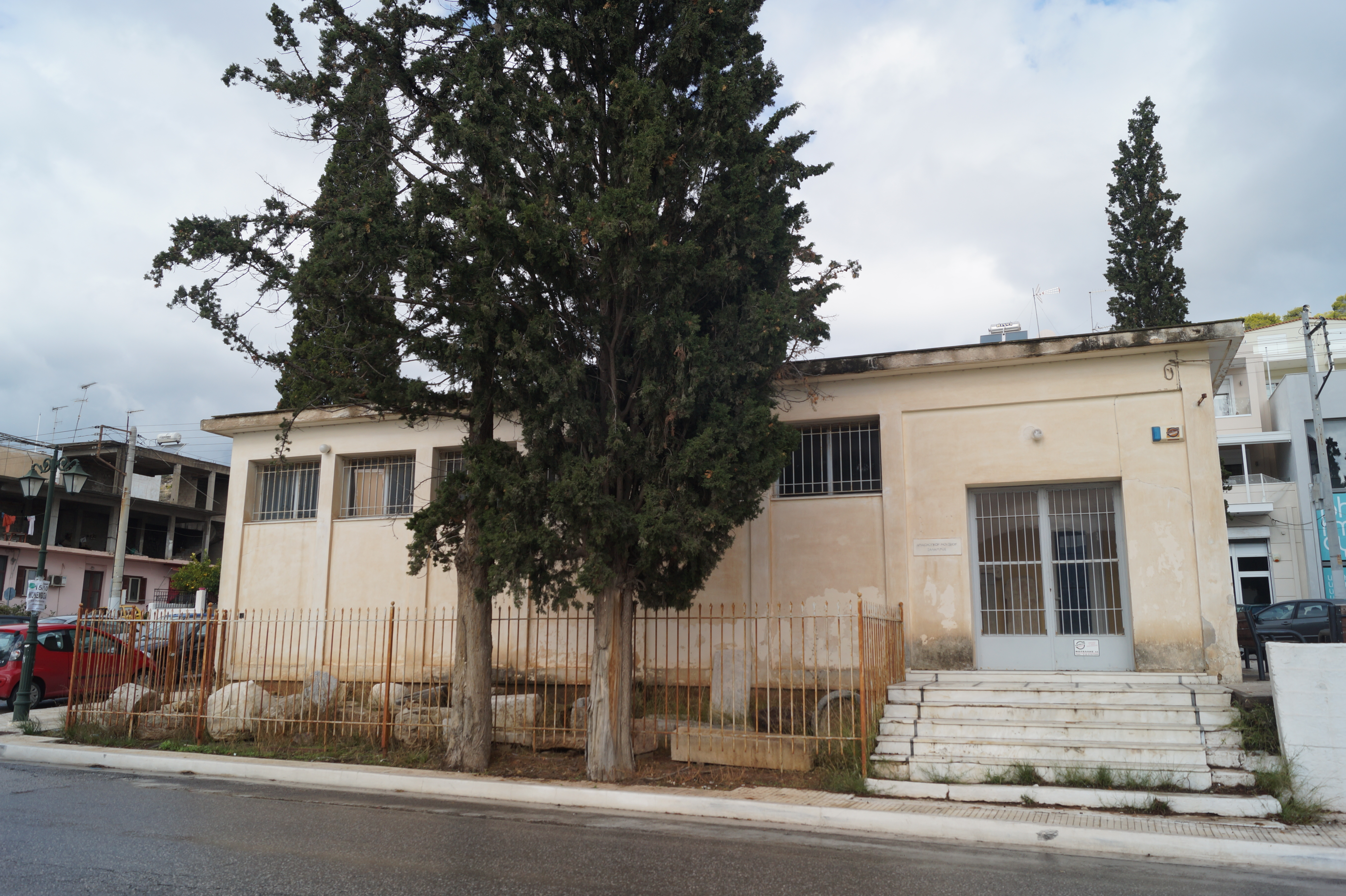
Kleines Museum in Agios Nikolaos

## Geschichte der Archäologischen Sammlung
Funde, die im 19. und Anfang des 20. Jahrhunderts auf Salamis zum Vorschein kamen, wurden größtenteils ins Archäologische Nationalmuseum in Athen überführt. Mitte des 20. Jahrhunderts machte der Archäologe Dimitrios I. Pallas zahlreiche Funde auf der Insel, die er ins Rathaus in der Leofóros Faneroménis in Salamis brachte. Ab 1960 wurde entschieden, neue Funde ins Archäologische Museum Piräus zu überführen und auch dort auszustellen. 1964 nutzte man den Saal des Vereins „Ο Ευριπίδης“ (Euripides) als Zwischenlager für die Funde, die auf der Insel verblieben waren. 1967 baute man neben der Kirche Agios Nikolaos im gleichnamigen Ortsteil Agios Nikolaos ein neues kleines Museum. Hierher wurden alle Funde auf der Insel und auch viele aus dem Archäologischen Nationalmuseum übertragen, bis man sie 1977 aus Sicherheitsgründen bis auf die größeren Steinartefakte ins Archäologische Museum Piräus brachte. Bis zur Eröffnung des neuen Museums im Jahre 2010 war dies das einzige archäologische Museum der Insel.

## Beschreibung
Im Haupthaus des Museums befindet sich ein großer Ausstellungsraum. Über einen Innenhof erreicht man ein zweites Gebäude mit einem weiteren kleinen Raum. Die Ausstellungsfläche beträgt etwa 400 m² und weitere 100 m² dienen als Lagerräume und Werkstätten. Neben der Zugangstreppe ist das erste Ausstellungsstück platziert – ein Grabstein, der auf dem Tumulus für die Gefallenen der Schlacht von Salamis errichtet war. Der Hauptraum wird durch die innen liegende Treppe in zwei Galerien eingeteilt.
In der linken Galerie Α sind hauptsächlich die vorgeschichtlichen Funde ausgestellt. Die in der Mitte stehende Vitrine 1 enthält Funde aus der Höhle des Euripides und dem nahe gelegenen Heiligtum des Dionysos, die ins Neolithikum bis zur fränkischen Zeit datieren. In Vitrine 2 sind die Funde von der mykenischen Akropolis von Kanakia ausgestellt. Vitrine 3 enthält die Artefakte aus der Frühhelladischen, Mittelhelladischen, Späthelladischen und Submykenischen Zeit aus der Umgebung der Stadt Salamis, von den Friedhöfen bei Selinia, Chalioti und Paloukia.
In Galerie Β sind hauptsächlich Funde aus der historischen Zeit ausgestellt. Die Gegenstände in Vitrine 4 stammen aus Gräbern aus der Geometrischen Zeit aus Salamis-Stadt. Funde aus den Gräbern und Siedlungen von Ambelakia und aus Gräbern des Tumulus für die Gefallenen der Schlacht von Salamis sind in Vitrine 5 und 6 ausgestellt. Vitrine 7 enthält Artefakte aus dem Grabmonument von Kolones. Hellenistische, römische und frühchristliche Funde sind in Vitrine 8 zu sehen. Des Weiteren sind in Galerie Β noch Grabstelen, die hauptsächlich aus dem 4. Jahrhundert v. Chr. stammen, ausgestellt. Weitere Grabstelen finden sich im Innenhof.
Galerie Γ widmet sich dem mythischen Herrscher Aias der Telamonier, der Schlacht von Salamis und offiziellen Dekreten aus der Stadt Salamis.